# إديت كوفاتش
إديت كوفاتش (بالمجرية: Kovács Edit)‏ هي مبارزة بالسيف مجرية، ولدت في 9 يونيو 1954 في فيسبرم في المجر.

## وصلات خارجية
- إديت كوفاتش على موقع أوليمبيديا (الإنجليزية)
- إديت كوفاتش على موقع اللجنة الأولمبية المجرية (الهنغارية)